# Ole Sørensen (voetballer)
Ole Sørensen (Kopenhagen, 25 november 1937 – 29 januari 2015) was een Deens profvoetballer die tussen 1966 en 1968 voor PSV uitkwam. Hij was daarmee de eerste Deense speler ooit in dienst van de Eindhovenaren.

## Clubcarrière
PSV scoutte Sørensen in het seizoen 1965/1966 bij 1. FC Köln. Hij speelde 44 competitiewedstrijden in Nederland, waarin hij elf keer doel trof.

## Interlandcarrière
Sørensen debuteerde op 18 juni 1961 thuis tegen Zweden (1-2) in het Deens voetbalelftal. Hij speelde 25 keer voor zijn land, waaronder op het Europees kampioenschap voetbal 1964. Zijn laatste interland was op 1 juli 1969, thuis tegen Bermuda (6-0). Sørensen scoorde zevenmaal voor het nationale team. Eerder kwam hij driemaal voor Denemarken tot 21 jaar uit.